# 美少女遊戯ユニット クレーンゲール
『美少女遊戯ユニット クレーンゲール』（びしょうじょゆうぎユニット クレーンゲール）は、日本のテレビアニメ。2016年4月から6月までTOKYO MX・BSフジにて放送。20分枠で、アニメパートを約4分、実写パートを約14分放送した。
副音声ではオーディオコメンタリーとして副音声番組「地球防衛隊って何するの?」を放送。
2016年4月6日から5月6日までの期間中、全国にあるカラオケ本舗まねきねこ・ひとりカラオケ専門店 ワンカラに設置してあるカラオケ機「すきっと」で『クレーンゲール なりきりCV』を実施しており、本編映像から指定キャラの声を抜いた映像でアフレコ体験ができるというもので、賞に選ばれた人は実際に声優として参加ができる。
2016年10月から12月まで第2期『美少女遊戯ユニット クレーンゲールGalaxy（ギャラクシー）』を放送。20分枠で、アニメパートを約13分、実写パートを約5分放送している。第1期のようなクレーンゲーム攻略要素はなくなり、アイドル対決がメインになっている。

## あらすじ
第1期
隕石から地球を守るため、トップアイドルになれるとの名目で集められた響子・彩日花・みらいの3人。「アイドル養成クレーンゲーム」を使い、隕石を消滅させることに成功する。クレーンゲールは地球を救った功績で人気アイドルとなったが、一方小夜はダークゴリラとの交渉のため失踪する。
第2期
宇宙的アイドルとなったクレーンゲールは、ダークゴリラの命令で小夜がプロデュースしたアイドル「ダークチェリー」とアイドルバトルをすることになる。

## 登場人物

### 地球防衛アイドル クレーンゲール
みらい
声 - 原奈津子
名古屋出身。15歳。料理はできない。
彩日花（あすか）
声 - 徳井青空
千葉出身。17歳。父親は漁師。「あんとんね」が口癖。
響子（きょうこ）
声 - 佐々木李子
秋田出身。18歳。弟妹が多い。「さねばね」とよく言う。

### 地球侵略アイドル ダークチェリー
第2期より登場。一度はアイドルを挫折したものの、クレーンゲールとの合同ユニット「スーパーシャイニーギャラクシー」を組むことになる。
ヒカル
声 - 内田彩
ライバルグループ「ダークチェリー」のメンバー。13歳。天然お馬鹿系。
ルミエ
声 - 佐々木未来
ライバルグループ「ダークチェリー」のメンバー。17歳。リーダー格だがボケ役。イラつくとデビルモードになる。
レイ
声 - 影山灯
ライバルグループ「ダークチェリー」のメンバー。16歳。引きこもり。目からビームを出す。

### その他
小夜（さや）
声 - 八島さらら
「エージェント・フォックス」のコードネームを持つWSA（世界宇宙局）のエージェント。表向きは「オフィス クレーンゲール」事務所社長を名乗る。
大隕石から地球を救うため、3人をトップアイドルにするという名目で集め、ゲーセンで「アイドル養成クレーンゲーム」をさせる。
第1期ではダークゴリラとの交渉で地球を去るが、第2期でダークチェリーのプロデューサーとなり「サヤ・ザ・ゴリラックナイト」を名乗る。
時子（ときこ）
声 - 鈴木愛奈
隕石のニュースを知らせる女子アナ。小夜の大学時代の後輩。小夜の失踪後はクレーンゲールのマネージャーを務める。
ボス（アースゴリラ）
声 - 水谷彰孝（第1期）、八島さらら（第2期）
小夜にゴリラの姿で指令を送っているボスで、WSA本部長。みらい達は小夜がゴリラのぬいぐるみを使っていると思われている。
第2期では『ゲーセンへ行こう』コーナーでアースさんを名乗る。
ダークゴリラ
声 - 藤田奈央
地球に隕石を落としている宇宙人。
第2期では『ゲーセンへ行こう』コーナーでダークさんを名乗り、レポーターを担当。
稲川
声 - ひぽー
第2期の第2話に登場。オンラインクレーンゲームサービスのスタッフ。
なぜか幽霊のような恰好をしており、「イリュージョン」と書かれた服を着ている。

## スタッフ
|                         | 第1期                                                                                     | 第2期                            |
| ----------------------- | ----------------------------------------------------------------------------------------- | -------------------------------- |
| 監督                    | 日野トミー                                                                                | 日野トミー                       |
| シリーズ構成            |                                                                                           | 兵頭一歩                         |
| 脚本                    | 井上うえまつ（シナリオ）                                                                  | 兵頭一歩                         |
| キャラクターデザイン    | 冬梨。                                                                                    | 冬梨。                           |
| メカデザイン            |                                                                                           | 中西犬人                         |
| 背景作画                | 後藤しずか                                                                                | 後藤しずか                       |
| カラーデザイン 音響監督 |                                                                                           | 日野トミー                       |
| 音響制作                |                                                                                           | ポニーキャニオンエンタープライズ |
| 音楽                    |                                                                                           | 細井タカフミ                     |
| 音楽提供                |                                                                                           | ウォリ、稲田祐介（ゼロデシベル） |
| 音楽制作                |                                                                                           | YTE、クロコダイル                |
| 監修                    | Dr.中島                                                                                   |                                  |
| 協力                    | （一社）全日本アミューズメント施設営業者協会連合会 （一社）日本アミューズメントマシン協会 |                                  |
| 制作                    | 京風とまと                                                                                | 京風とまと                       |
| 製作                    | 地球防衛隊                                                                                | 銀河防衛隊                       |

## 主題歌

### オープニング・エンディング
「ドリームクライマー」
佐々木李子による第1期オープニングテーマ。作詞はNuTz、作曲は83、編曲は大西省吾。
「おまかせクレーンゲール」
みらい（原奈津子）、彩日花（徳井青空）、響子（佐々木李子）による第3話以降のエンディングテーマ。作詞・作曲はテルジヨシザワ、編曲はtkr。
第2期第8話でも、同一メンバーの「地球防衛隊」名義で挿入歌として使用された。
「Galaxy Party 〜宇宙の真ん中でパーティーしよう！〜」
みらい（原奈津子）、彩日花（徳井青空）、響子（佐々木李子）によるユニット「宇宙防衛隊」による第2期オープニングテーマ。作詞は細井タカフミ、作曲・編曲は矢鴇つかさ。
第7話ではaki a.k.a 出口陽によるバージョンが使用された。
「絶対的晴天青空」
aki a.k.a 出口陽による第2期エンディングテーマ。作詞はUNO Blaql、作曲はジョーイ目黒。

### 挿入歌
「Don't call me a loser」
ヒカル（内田彩）、レイ（影山灯）、ルミエ（佐々木未来）からなるユニット「ダークチェリー」による第2期の挿入歌。作詞・編曲は細井タカフミ、作曲は奏多雅。
第7話・第12話ではaki a.k.a 出口陽によるバージョンが使用された。
「春乱舞流走歌」（第4話）
ドン・ジョバン天草（中西優香）、フランシスコ大友（根本流風）、ペトロ織田（aki）からなるユニット「カワラワリキリシタン」による第2期第4話挿入歌。作詞・作曲はヒキワリナット（細井タカフミ）。
「デリケートに好きして」
ヒカル（内田彩）による第2期第5話挿入歌。作詞・作曲は古田喜昭。
「バンバンLove the Earth」（第12話）
みらい（原奈津子）、彩日花（徳井青空）、響子（佐々木李子）によるユニット「宇宙防衛隊」による第2期第12話挿入歌。作詞はスーパーシャイニーギャラクシー、作曲・編曲は細井タカフミ。
2016年8月のイベント『地球防衛隊の夏休み』内で「地球防衛隊の歌」として歌詞がつけられた。

## 各話リスト
| 話数 | サブタイトル          | スーパーテクニック | アニメーション                          | 放送日 （TOKYO MX） |
| ---- | --------------------- | ------------------ | --------------------------------------- | ------------------- |
| #01  | 地球救出アイドル      | -                  | ナミキヒロシ 徳丸尚子 Mille*Mille Works | 2016年 4月6日       |
| #02  | スライドしちゃう?     | スライド           | ナミキヒロシ 徳丸尚子 Mille*Mille Works | 4月13日             |
| #03  | ホールフックで決め!   | ホールフック       | ナミキヒロシ 徳丸尚子 Mille*Mille Works | 4月20日             |
| #04  | 絶景ナイアガラ落とし! | ナイアガラ落とし   | ナミキヒロシ 徳丸尚子 Mille*Mille Works | 4月27日             |
| #05  | 吊りのライセンス      | タグ掛け           | ナミキヒロシ 徳丸尚子 Mille*Mille Works | 5月4日              |
| #06  | ヒモ解かれた秘密      | ヒモ掛け           | ナミキヒロシ 徳丸尚子 Mille*Mille Works | 5月11日             |
| #07  | 破られた約束          | -                  | ナミキヒロシ 徳丸尚子 Mille*Mille Works | 5月18日             |
| #08  | 守れみんなの地球!     | プッシュゲット     | ナミキヒロシ 徳丸尚子 Mille*Mille Works | 5月25日             |
| #09  | スキマで温泉合宿!     | スキマフック       | ナミキヒロシ 徳丸尚子 Mille*Mille Works | 6月1日              |
| #10  | 世界をひっくり返せ!   | ちゃぶ台返し       | ナミキヒロシ 徳丸尚子 Mille*Mille Works | 6月8日              |
| #11  | 一刀両断袈裟獲り!     | 袈裟獲り           | ナミキヒロシ 徳丸尚子 Mille*Mille Works | 6月15日             |
| #12  | 希望のトライアングル! | トライアングル     | ナミキヒロシ 徳丸尚子 Mille*Mille Works | 6月22日             |
| #13  | 最終回                | -                  | ナミキヒロシ 徳丸尚子 Mille*Mille Works | 6月29日             |

| 話数 | サブタイトル                      | 脚本     | Vコンテ・演出 | アニメーション      | 放送日 （TOKYO MX） |
| ---- | --------------------------------- | -------- | ------------- | ------------------- | ------------------- |
| #01  | 襲来！ダークチェリー              | 兵頭一歩 | 日野トミー    | ナミキヒロシ        | 2016年 10月5日      |
| #02  | 毛布の中に秘めた想い              | 兵頭一歩 | 日野トミー    | Mille*Mille Works.  | 10月12日            |
| #03  | アイ アム アイドル！              | 兵頭一歩 | 日野トミー    | 鈴木ズコ            | 10月19日            |
| #04  | 極めろ？アイドルのマスター！      | 兵頭一歩 | 日野トミー    | イトウケイジ        | 10月26日            |
| #05  | 時をかける想い                    | 兵頭一歩 | 日野トミー    | ナミキヒロシ        | 11月2日             |
| #06  | A Perfect World                   | 兵頭一歩 | 日野トミー    | Mille*Mille Works.  | 11月9日             |
| #07  | アイドルクエストIII そして悟りへ… | 兵頭一歩 | 日野トミー    | 鈴木ズコ            | 11月16日            |
| #08  | 未来世紀アイドル                  | 兵頭一歩 | 日野トミー    | 市川恵美理          | 11月23日            |
| #09  | 飛び出せ、ゴリの穴！              | 兵頭一歩 | 日野トミー    | ナミキヒロシ        | 11月30日            |
| #10  | ギリギリ最強ギャラクシー！        | 兵頭一歩 | 日野トミー    | 鈴木ズコ            | 12月7日             |
| #11  | ゴリラ最後の日                    | 兵頭一歩 | 日野トミー    | Mille* Mille Works. | 12月14日            |
| #12  | 最終回                            | 兵頭一歩 | 日野トミー    | ナミキヒロシ        | 12月21日            |

## 放送局
| 放送期間               | 放送時間                     | 放送局   | 対象地域 | 備考                                         |
| ---------------------- | ---------------------------- | -------- | -------- | -------------------------------------------- |
| 2016年4月6日 - 6月29日 | 水曜 22:00 - 22:20           | TOKYO MX | 東京都   | エムキャス対応                               |
| 2016年4月12日 - 7月5日 | 火曜 1:00 - 1:05（月曜深夜） | BSフジ   | 日本全域 | アニメパートのみ放送（いわゆるミニ番組扱い） |

| 配信開始日    | 配信時間       | 配信サイト    | 備考                          |
| ------------- | -------------- | ------------- | ----------------------------- |
| 2016年4月9日  | 土曜 0:00更新  | ニコニコ動画  | 第1話無料、第2話以降1週間無料 |
| 2016年4月16日 |                | GYAO!         | 第1話無料、第2話以降1週間無料 |
|               |                | U-NEXT        | 第1話無料                     |
| 2016年4月30日 | 土曜 12:00更新 | dアニメストア |                               |
| 2016年5月2日  | 土曜 0:00更新  | 楽天SHOWTIME  | 第1話無料                     |

| 配信開始日   | 配信時間（現地時間） | 配信サイト   | 備考           |
| ------------ | -------------------- | ------------ | -------------- |
| 2016年4月6日 | 水曜 23:20配信       | ビリビリ動画 | 全話任意の料金 |

| 放送期間                           | 放送時間                     | 放送局       | 対象地域       | 備考 |
| ---------------------------------- | ---------------------------- | ------------ | -------------- | ---- |
| 2016年10月5日 - 12月21日           | 水曜 22:00 - 22:20           | TOKYO MX     | 東京都         |      |
| 2016年10月6日 - 12月22日           | 木曜 0:30 - 0:50（水曜深夜） | とちぎテレビ | 栃木県         |      |
| 2016年10月12日 - 12月28日          | 水曜0:30 - 0:50（火曜深夜）  | BSフジ       | 日本全域       |      |
| 2016年10月17日 -                   | 月曜 2:00 - 2:20（日曜深夜） | 西日本放送   | 岡山県・香川県 |      |
| 全局『ナゾトキネ』とのセット放送。 |                              |              |                |      |

| 配信開始日       | 配信時間           | 配信サイト        | 備考                                      |
| ---------------- | ------------------ | ----------------- | ----------------------------------------- |
| 2016年10月5日    | 水曜 22:00 - 22:20 | AbemaTV           | 地上波（TOKYO MX）同時放送 / リピートあり |
| 2016年10月8日    | 土曜 0:00更新      | ニコニコ動画      | 第1話無料                                 |
|                  |                    | GYAO!             | 第1話無料、第2話以降1週間無料             |
| 2016年10月11日 - | 火曜 0:00更新      | J:COMオンデマンド | 第1話無料                                 |

## Webラジオ
「美少女遊戯ユニットクレーンゲールの地球防衛隊って何するの?」
2016年7月6日から12月21日までHiBiKi Radio Stationにて隔週水曜日で配信された。副音声「地球防衛隊って何するの?」のラジオ版。パーソナリティは原奈津子（みらい 役）。